# Władysław Podlacha
Władysław Podlacha (n. 4 decembrie 1875, Bielany, în apropiere de Cracovia - d. 20 decembrie 1951,  Wrocław) a fost un istoric de artă polonez, profesor la Universitatea Jan Kazimierz din Liov și, după război, la Universitatea din Wrocław.
A studiat la Gimnaziul Sfânta Anna din Cracovia, apoi la Gimnaziul III Franz Joseph din Liov. A urmat apoi studii de istoria artei la Universitatea din Liov (1895-1899) și apoi la Universitatea Jagiellonă din Cracovia (1899-1900). În perioada 1896-1898 a fost student bursier la Institutul Național J.M. Ossoliński (Ossolineum) din Liov. El s-a specializat în istoria artei medievale și moderne. A fost autor de lucrări referitoare la metodologia de cercetare în artă, directorul Institutului de Artă a Poloniei și Europei de Est din cadrul Universității Jagiellone din Cracovia și unul dintre primii iconologi polonezi. În timpul ocupației germane a Liovului (1941-1944) a fost directorul Muzeului de Istorie din Liov, ceea ce i-a permis să se ocupe de protejarea colecțiilor muzeale. Ca urmare a deportării polonezilor din Liov, de după al Doilea Război Mondial, el s-a stabilit în 1946 la Wroclaw, unde a creat o catedră universitară, pe care a condus-o până la moartea sa. 

## Operă
- "Malowidla scienne v țerkviah Bukowini" (Liov, 1912) - traducerea în limba română a fost realizată de Grigore Nandriș sub titlul "Pictura murală din Bucovina" și publicată la București în 1985, cu prefața semnată de Vasile Drăguț.